# Calle San Luis (Tucumán)
La Calle Provincia de San Luis es una calle de San Miguel de Tucumán, Tucumán, Argentina. Se extiende desde calle Suipacha y avenida 24 de septiembre hasta la Diagonal Salvador Allende, y luego otro tramo entre Capitán Melian de Leguizamo y Antonio Pérez Palavecino.

## Historia
La calle fue abierta con la expansión del área central de la ciudad en 1887 con un ancho de 18,30 metros, durante la intendencia de José Padilla. Durante el siglo XX se instalaron diversas instituciones como el Club Central Córdoba, el Club El Cruce o la Policlínica Villalonga. Asimismo sobre esta calle se desarrollaron barrios como San Alberto, El Cruce, entre otros. La calle posee un perfil residencial.

## Sitios de Interés
A lo largo de esta calle se desarrollan varios lugares de interés y emblemáticos:
- Central Córdoba de Tucumán
- Club El Cruce
- Policlínica Villalonga
- Club Banco Empresario de Tucumán